# Ardente-Klasse
Die Ardente-Klasse war eine Klasse von drei Bombarden der französischen Marine, die von 1727 bis 1786 in Dienst stand.

## Allgemeines
Nach 1700 wurden für die französische Marine nur relativ wenige Bombarden (französisch Galiote à bombe) gebaut. Dies rührte daher, da die Schiffe in nur begrenztem Umfang durch die Marine eingesetzt werden konnten, da sie in jedem Konflikt gegen eine andere europäische Seemacht stark gefährdet waren. Haupteinsatzgebiet dieser Schiffe waren daher die nordafrikanischen Küsten im Kampf gegen die Barbareskenstaaten. Des Weiteren wurde dieser Schiffstyp, aus diesem Grund, im Vergleich zur Zeit Ludwig XIV. kaum weiterentwickelt.
Die drei Schiffe der Klasse wurden unter Aufsicht der Schiffbauingenieure François Chapelle und François Coulomb im Marinearsenal von Toulon zwischen 1725 und Mai 1728 gebaut. Sie bildeten die erste von vier Klassen dieses Typs, welche in der Regentschaftszeit von Ludwig XV. (1715–1774) für die französische Marine entstanden. Eingesetzt wurden sie zum Beispiel im Juli 1728 bei der Bombardierung von Tripolis, wo sie innerhalb von sechs Tagen 1752 Granaten verfeuerten.

## Einheiten
| Name        | Bauwerft          | Bestellung        | Kiellegung     | Stapellauf      | Indienststellung | Verbleib                                                                          |
| ----------- | ----------------- | ----------------- | -------------- | --------------- | ---------------- | --------------------------------------------------------------------------------- |
| Ardente     | Arsenal de Toulon | 25. Juli 1725     | 1725           | 23. Juli 1726   | April 1728       | Ab August 1745 Verwendung als Hulk in Toulon, 1757 abgebrochen                    |
| Tempête     | Arsenal de Toulon | 25. Juli 1725     | 1725           | 24. August 1726 | 1727             | 1786 in Toulon außer Dienst gestellt und am 15. Juli 1786 verkauft                |
| Foudroyante | Arsenal de Toulon | 3. September 1727 | September 1727 | 5. März 1728    | Mai 1728         | Im Februar 1746 durch einen britischen Freibeuter vor der Insel Ouessant gekapert |

## Technische Beschreibung
Die drei Schiffe der Klasse hatte eine Länge von 25,99 Metern (Geschützdeck) bzw. 21,76 Meter (Kiel), eine Breite von 8,28 Metern und einen Tiefgang von 3,2 Metern bei einer Verdrängung von 350 Tonnen. Sie führten eine klassische Ketschbesegelung mit Marssegeln an einem Großmast und einem deutlich kleineren Besanmast. Die Bewaffnung bestand aus zwei 12-Zoll-Mörsern und acht 6-Pfünder-Kanonen.

## Besatzung
Die Besatzung hatte im Frieden eine Stärke von 50 Mann und im Kriegsfall 70 Mann (Offiziere und Unteroffiziere bzw. Mannschaften).